# Giovanni I da Varano

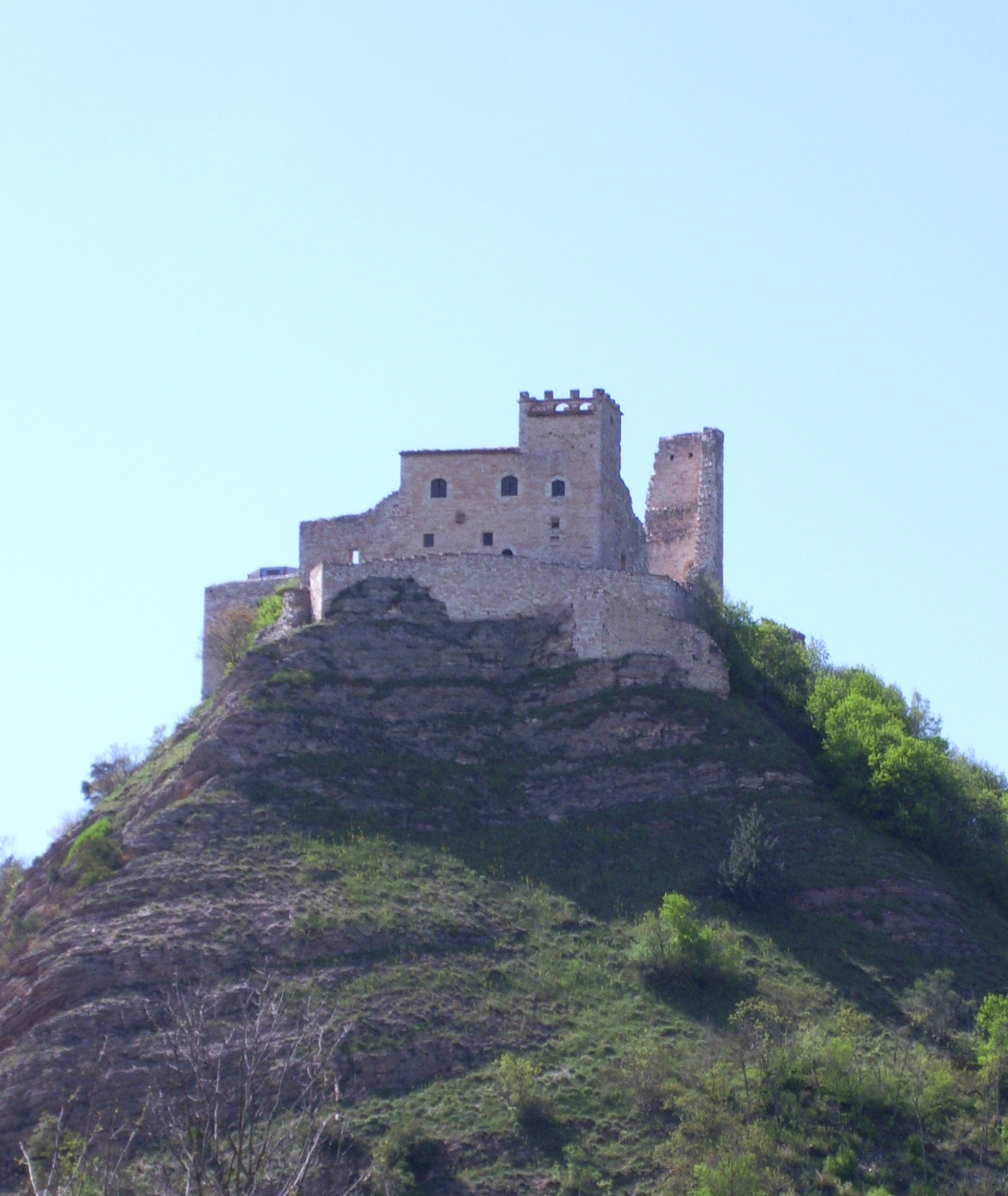
Rocca Varano

Giovanni I da Varano (... – Camerino, 1385) è stato un condottiero e politico italiano, signore di Camerino dal 1384 al 1385.

## Biografia
Era figlio di Berardo II da Varano, signore di Camerino, e di Bellafiore di Gualtiero Brunforte.
Fu podestà di San Ginesio nel 1350. Si dissociò dai fratelli Rodolfo e Venanzio (?-1377/1380), che furono in guerra nel 1375 contro papa Gregorio XI. In ciò venne assecondato dall'altro fratello Rodolfo, famoso condottiero, col quale difese la città di Fabriano, ceduta poi a Perugia. Ritornato papa Gregorio XI da Avignone a Roma nel 1377, confermò a Giovanni e Gentile il possesso di Tolentino e San Ginesio in premio per la loro fedeltà al pontefice.
Giovanni edificò la rocca Varano e morì nel 1385.

## Discendenza
Giovanni I da Varano ebbe tre figli:
- Ciondolina, sposò Francesco Casali di Cortona
- Niccolò (figlio naturale), ecclesiastico
- Luca, politico

## Ascendenza
|                                   |   |                     | Genitori |  |  | Nonni |  |  | Bisnonni            |  |  | Trisnonni           |  |
|                                   |   |                     |          |  |  |       |  |  | Berardo I da Varano |  |  | Gentile I da Varano |  |
|                                   |   |                     |          |  |  |       |  |  | Berardo I da Varano |  |  | Gentile I da Varano |  |
|                                   |   | Alteruccia d'Altino |          |  |  |       |  |  | Berardo I da Varano |  |  |                     |  |
| Gentile II da Varano              |   |                     |          |  |  |       |  |  | Berardo I da Varano |  |  |                     |  |
|                                   |   | Emma                | …        |  |  |       |  |  |                     |  |  |                     |  |
|                                   |   | Emma                | …        |  |  |       |  |  |                     |  |  |                     |  |
|                                   |   | Emma                | …        |  |  |       |  |  |                     |  |  |                     |  |
| Berardo II da Varano              |   | Emma                |          |  |  |       |  |  |                     |  |  |                     |  |
|                                   |   | …                   | …        |  |  |       |  |  |                     |  |  |                     |  |
|                                   |   | …                   | …        |  |  |       |  |  |                     |  |  |                     |  |
|                                   |   | …                   | …        |  |  |       |  |  |                     |  |  |                     |  |
| …                                 |   | …                   |          |  |  |       |  |  |                     |  |  |                     |  |
|                                   |   | …                   | …        |  |  |       |  |  |                     |  |  |                     |  |
|                                   |   | …                   | …        |  |  |       |  |  |                     |  |  |                     |  |
|                                   |   | …                   | …        |  |  |       |  |  |                     |  |  |                     |  |
| Giovanni I da Varano              |   | …                   |          |  |  |       |  |  |                     |  |  |                     |  |
|                                   | … | …                   |          |  |  |       |  |  |                     |  |  |                     |  |
|                                   | … | …                   |          |  |  |       |  |  |                     |  |  |                     |  |
|                                   | … | …                   |          |  |  |       |  |  |                     |  |  |                     |  |
| Gualtiero Brunforte               | … |                     |          |  |  |       |  |  |                     |  |  |                     |  |
|                                   |   | …                   | …        |  |  |       |  |  |                     |  |  |                     |  |
|                                   |   | …                   | …        |  |  |       |  |  |                     |  |  |                     |  |
|                                   |   | …                   | …        |  |  |       |  |  |                     |  |  |                     |  |
| Bellafiore di Gualtiero Brunforte |   | …                   |          |  |  |       |  |  |                     |  |  |                     |  |
|                                   |   | …                   | …        |  |  |       |  |  |                     |  |  |                     |  |
|                                   |   | …                   | …        |  |  |       |  |  |                     |  |  |                     |  |
|                                   |   | …                   | …        |  |  |       |  |  |                     |  |  |                     |  |
| …                                 |   | …                   |          |  |  |       |  |  |                     |  |  |                     |  |
|                                   |   | …                   | …        |  |  |       |  |  |                     |  |  |                     |  |
|                                   |   | …                   | …        |  |  |       |  |  |                     |  |  |                     |  |
|                                   |   | …                   | …        |  |  |       |  |  |                     |  |  |                     |  |
|                                   |   | …                   |          |  |  |       |  |  |                     |  |  |                     |  |